# Allium telmatum
Allium telmatum là một loài thực vật có hoa trong họ Amaryllidaceae. Loài này được Bogdanovic, Brullo, Giusso & Salmeri mô tả khoa học đầu tiên năm 2009.